# Bert Romp
Bert Romp (Veendam, 1958. november 4. – Tilburg, 2018. október 4.) olimpiai bajnok holland lovas.

## Pályafutása
Az 1992-es barcelonai olimpián díjugratás csapatversenyben Piet Raijmakers-szel, Jan Tops-szal és Jos Lansinkkal olimpiai bajnok lett. Romp Waldo E nevű lovával versenyzett.
2018. október 4-én hunyt el, egy hónappal 60. születésnapja előtt.

## Sikerei, díjai
- Olimpiai játékok – díjugratás csapat
  - aranyérmes: 1992, Barcelona